# Mestre d'aixa
Un mestre d'aixa és un artesà que projecta, construeix i repara embarcacions o carros de fusta.

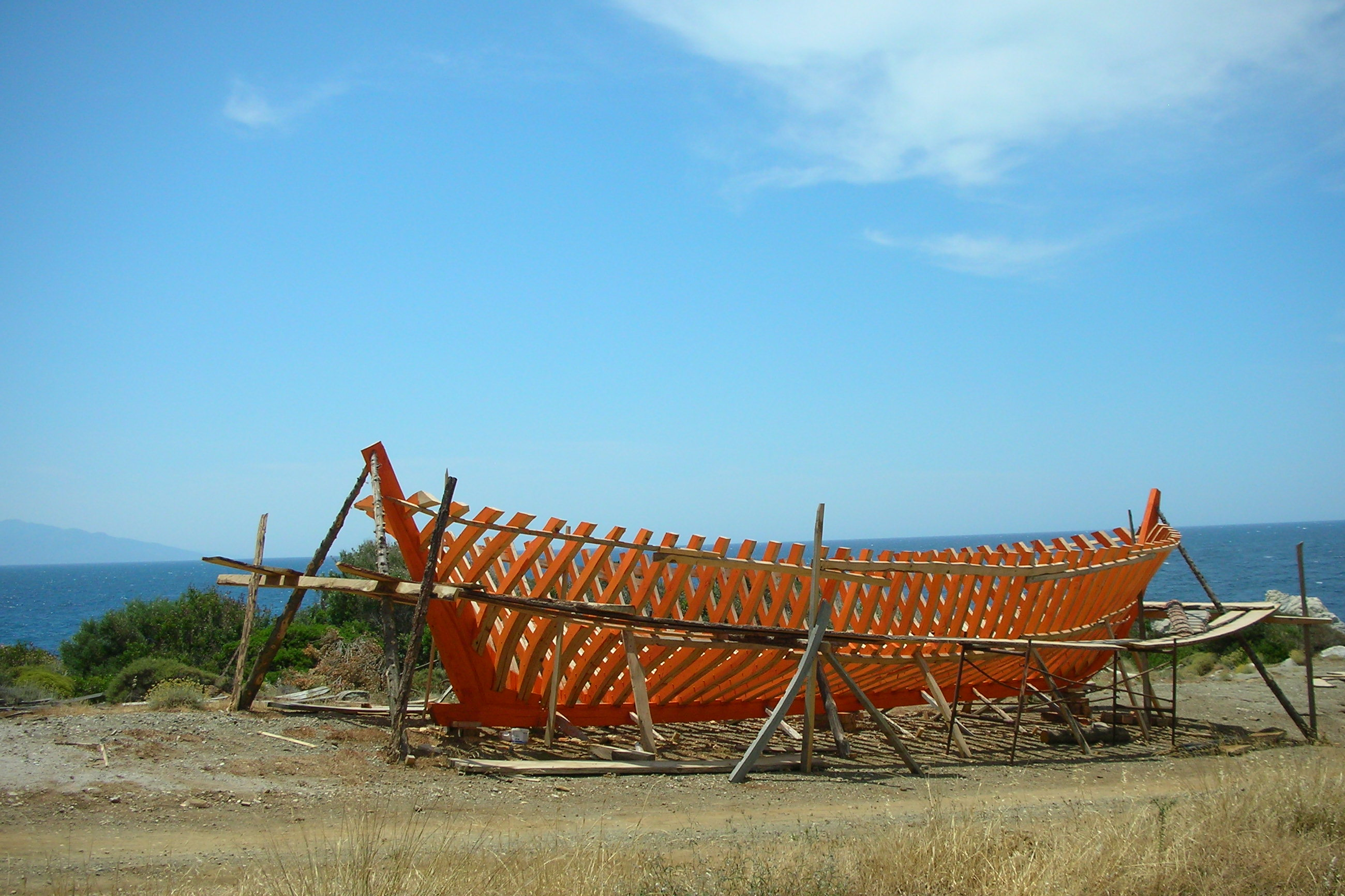
Barca de fusta tradicional en procés de construcció a Grècia. Es poden observar la quilla, les quadernes, la roda i el codast.

L'ofici de mestre d'aixa ha gaudit de gran prestigi i continuïtat al llarg de la història, a Catalunya i a bona part del món, per la seva combinació d'art i tècnica i per la importància que han tingut les embarcacions tant per a la pesca com per a la guerra i els carros al transport i el lleure.
Actualment l'ofici es troba en retrocés a causa de l'automoció i la desaparició de la pesca tradicional i les noves tècniques de construcció d'embarcacions amb fibres de vidre i plàstics. Tot i així, en els últims temps s'està donant un procés de revaloració de les embarcacions feineres tradicionals, com el llaüt, i de la mestria dels seus hàbils constructors i reparadors, com a part del nostre patrimoni històric i cultural.
En teoria a Catalunya existeixen uns estudis per esdevenir Tècnic en mestre d'aixa i donar continuïtat a aquest ofici. A Mallorca s'ha donat força impuls a aquest tema, i existeix una Escola de mestres d'aixa.